# Казаночка (баскетбольный клуб)
«Казаночка» — российский женский баскетбольный клуб из города Казани.

## Появление женского баскетбола в Казани
Сильное развитие казанского женского баскетбола началось после Великой Отечественной войны. В 1946 году в ВУЗах стали открывать секции баскетбола. В клубном первенстве того года выступали пять коллективов («Динамо», «Спартак», «Крылья Советов», «Трудовые резервы», «Наука»).

## Советский период
Первым чемпионом первенства Татарской АССР в 1948 году стала команда «Динамо». Через два года команда стала чемпионом России, после чего удачно участвовали в первенстве Советского Союза в Вильнюсе и в итоге заняли пятое место.
Через какое-то время был заметен явный спад в баскетболе, однако в 70-х годах двадцатого века начался подъём женского баскетбола в республике. Во многом это связано с приходом на работу в КХТИ Игоря Позняка. С 1971 по 1976 год он стал главным тренером команды КХТИ, которая под его руководством выиграла первенство России во второй группе, завоевала право выступать в первой группе, а также завоевала звание чемпионов Российского общества «Буревестник». В следующие годы команду тренировали Ф. Хайретдинов, а с 1984 года Дмитрий Шувагин.
| \| Поз. \| № \| Гражд. \| Имя \| Дата рождения (возраст) \| Рост \| Вес \| Звание \| \| ---- \| -- \| ------ \| ------------------- \| ------------------------- \| ------ \| ----- \| ------ \| \| РЗ \| 1 \| \| Алия Галиева \| 3 марта 2005 (20 лет) \| 165 см \| 55 кг \| \| \| Ф \| 3 \| \| Мария Хусаинова \| 21 января 1997 (28 лет) \| 184 см \| 70 кг \| \| \| РЗ \| 6 \| \| Арина Казакова \| 11 октября 2000 (24 года) \| 173 см \| 54 кг \| \| \| З \| 15 \| \| Алина Новикова \| 16 июля 1997 (27 лет) \| 177 см \| 66 кг \| \| \| З \| 10 \| \| Карина Левенкова \| 6 марта 2002 (23 года) \| 173 см \| 58 кг \| \| \| З \| 11 \| \| Ксения Ковалева \| 11 декабря 2000 (24 года) \| 177 см \| 63 кг \| \| \| Ц \| 12 \| \| Елена Федотова \| 11 апреля 1990 (34 года) \| 187 см \| 73 кг \| \| \| Ф \| 23 \| \| Анна Вавилина \| 30 мая 1996 (28 лет) \| 187 см \| 73 кг \| \| \| З \| 25 \| \| Анастасия Куплинова \| 10 февраля 1994 (31 год) \| 176 см \| 60 кг \| \| \| З \| 32 \| \| Дарья Силанова \| 6 апреля 2002 (22 года) \| 178 см \| 58 кг \| \| \| Ц \| 85 \| \| Полина Веселова \| 10 февраля 2002 (23 года) \| 188 см \| 74 кг \| \| \| Ц \| 88 \| \| Ирина Литвиненко \| 6 апреля 1996 (28 лет) \| 190 см \| 72 кг \| \| \| З \| 8 \| \| Марина Щелчкова. \| 16 декабря 2006 (18 лет) \| 176 см \| 62 кг \| \| | Главный тренер - Васильева Екатерина Евгеньевна Ассистенты тренера - Дмитрий Шувагин Легенда - (К) — Капитан команды Последнее изменение: 2 06 2023 года |             |                     |                           |        |       |        |
| Поз. | № | Гражд.      | Имя                 | Дата рождения (возраст)   | Рост   | Вес   | Звание |
| РЗ | 1 | Флаг России | Алия Галиева        | 3 марта 2005 (20 лет)     | 165 см | 55 кг |        |
| Ф | 3 | Флаг России | Мария Хусаинова     | 21 января 1997 (28 лет)   | 184 см | 70 кг |        |
| РЗ | 6 | Флаг России | Арина Казакова      | 11 октября 2000 (24 года) | 173 см | 54 кг |        |
| З | 15 | Флаг России | Алина Новикова      | 16 июля 1997 (27 лет)     | 177 см | 66 кг |        |
| З | 10 | Флаг России | Карина Левенкова    | 6 марта 2002 (23 года)    | 173 см | 58 кг |        |
| З | 11 | Флаг России | Ксения Ковалева     | 11 декабря 2000 (24 года) | 177 см | 63 кг |        |
| Ц | 12 | Флаг России | Елена Федотова      | 11 апреля 1990 (34 года)  | 187 см | 73 кг |        |
| Ф | 23 | Флаг России | Анна Вавилина       | 30 мая 1996 (28 лет)      | 187 см | 73 кг |        |
| З | 25 | Флаг России | Анастасия Куплинова | 10 февраля 1994 (31 год)  | 176 см | 60 кг |        |
| З | 32 | Флаг России | Дарья Силанова      | 6 апреля 2002 (22 года)   | 178 см | 58 кг |        |
| Ц | 85 | Флаг России | Полина Веселова     | 10 февраля 2002 (23 года) | 188 см | 74 кг |        |
| Ц | 88 | Флаг России | Ирина Литвиненко    | 6 апреля 1996 (28 лет)    | 190 см | 72 кг |        |
| З | 8 | Флаг России | Марина Щелчкова.    | 16 декабря 2006 (18 лет)  | 176 см | 62 кг |        |

## Современный этап
Суровые девяностые годы заставили женскую студенческую команду прибавить к своему названию «Технологический университет» приставку «Образование», когда одним из спонсоров команды стал одноимённый инвестиционный фонд. Игроками команды являлись большей частью студентки Казанского химико- технологического института, впоследствии университета. В 2003-м году команда сменила название на «Энже» и сразу же добилась максимального в своей истории успеха — пятое место на чемпионате России. В этом же году команда принимала участие в Кубке ФИБА-Европа и выступила удачно, дойдя до второго группового этапа.
В 2004-м году игрок «Энже» Мария Никитина в составе молодёжной сборной России стала чемпионом Европы. Тогда же сразу несколько игроков клуба были приглашены в сборные различных возрастов. Команда постепенно обновляла свой состав, когда на место казанских воспитанниц приходили баскетболистки из других регионов. Сезон 2005—2006 был самым сложным в истории казанского женского баскетбола. Критическое финансовое положение команды заставило трех её лидеров Фаттахову, Никитину и Плотникову искать счастья в составе чемпионской команды России — самарского ВБМ-СГАУ. Впоследствии случился новый взлет, команда начала преуспевать, уже имея нового спонсора — группу компаний «Нур». Но её состав практически полностью состоял из спортсменок, приглашенных как из России, так и из-за рубежа. Вскоре «Нур» из-за финансовых проблем прекратил спонсирование команды, и она вовсе едва не прекратила своё существование.
При финансовой поддержке Министерства по делам молодёжи, спорта и туризма Республики Татарстан команду удалось сохранить на уровне Высшей лиги, в которой участвовала на протяжении трех сезонах (2007—2008, 2008—2009, 2009—2010). Правда, команда состояла не из профессиональных игроков, а из учащихся Казанского Училища Олимпийского Резерва.
В сезоне 2009—2010 годов женская баскетбольная команда «Каз-УОР», выиграв Чемпионат России Высшей лиги, завоевала путевку в российскую Суперлигу. Выделяет этот коллектив в тесном ряду прочих казанских чемпионов тот факт, что процентов на 70 эта команда состоит из выпускниц Казанского Училища Олимпийского Резерва и студентов казанских ВУЗов. А возглавляет «Каз-УОР» уже упомянутый Дмитрий Шувагин.
В сезоне 2010—2011 команда из Казани с первого раза стала призёром Суперлиги, завоевав бронзовые медали. В сезоне 2011—2012 команда становится чемпионом Суперлиги, в сезоне 2012—2013 берёт «серебро» Суперлиги, и в сезоне 2013—2014 — «бронзу».
В середине сезона 2014—2015 прошла перестановка в тренерском штабе. Наставник команды Дмиртрий Шувагин был уволен со своего поста в середине сезона «за неудовлетворительные результаты в первой части сезона» на его место был приглашён опытный специалист Владимир Колосков. По итогам регулярного сезона клуб занял 3-е место.

## Администрация
| ФИО                            | Должность       |
| ------------------------------ | --------------- |
| Айрат Рафкатович Нурутдинов    | Президент клуба |
| Ильнур Альбертович Багаутдинов | Директор        |
| Татьяна Валерьевна Кутерина    | Бухгалтер       |
| Анвар Рафаэлевич Садыков       | Пресс-атташе    |
| Валерия Дмитриевна Шувагина    | Менеджер        |

## Тренерский штаб
| ФИО                            | Должность         |
| ------------------------------ | ----------------- |
| Васильева Екатерина Евгеньевна | Главный тренер    |
| Дмитрий Александрович Шувагин  | Начальник команды |